# Ректор
Ре́ктор (лат. rector — управитель) — руководитель высшего учебного заведения.
В эпоху Возрождения ректорами назывались главные учителя и заведующие много классными школами. Во Франции ректором называется также лицо, возглавляющее учебный округ («академию»).

## В России
Должность восстановлена в 1939 году. Однако до марта 1961 года согласно Типовому уставу высшего учебного заведения руководители вузов (учебных институтов), за исключением университетов, по-прежнему именовались директорами, и только с принятием «Положения о высших учебных заведениях» должность директора вуза была заменена на ректора.

### Требования к квалификации ректора
В России установлены следующие квалификационные требования к ректорам: высшее профессиональное образование, дополнительное профессиональное образование в области государственного и муниципального управления, управления персоналом, управления проектами, менеджмента и экономики; наличие учёной степени и учёного звания и (или) — в отношении образовательных организаций в области искусств, физкультуры и спорта, теологического и религиозного образования — наличие почётной степени и (или) почётного звания; наличие не менее 5 лет стажа работы на руководящих должностях в образовательных организациях высшего образования или не менее 10 лет суммарного стажа работы на руководящих должностях и не менее 5 лет стажа научной или научно-педагогической деятельности.

### Порядок избрания ректора
Ректор в порядке, установленном уставом высшего учебного заведения, избирается из числа кандидатур, согласованных с аттестационной комиссией соответствующего уполномоченного органа исполнительной власти или исполнительно-распорядительного органа городского округа, тайным голосованием на общем собрании (конференции) на срок, не превышающий 5 лет, по результатам обсуждения программ претендентов (претендента).
Порядок выдвижения кандидатур на должность ректора, сроки и процедура проведения выборов ректора определяются учёным советом высшего учебного заведения. Порядок выдвижения кандидатур должен предусматривать возможность самовыдвижения.
После избрания ректора между ним и органом исполнительной власти или исполнительно-распорядительным органом городского округа, в ведении которых находится такое высшее учебное заведение, заключается трудовой договор на срок, не превышающий 5 лет.

### Ограничения по возрасту
В государственных и муниципальных высших учебных заведениях должность ректора замещаются лицами, возраст которых не превышает 65 лет, независимо от времени заключения трудовых договоров. Лица, занимающие указанные должности и достигшие возраста 65 лет, переводятся с их письменного согласия на иные должности, соответствующие их квалификации. По представлению учёного совета учредитель имеет право продлить срок пребывания ректора в своей должности до достижения им возраста 70 лет.

## В Российской империи
Должность ректора, как высшей административной должности в университете была введена в российских университетах в 1803 году в соответствии с «Предварительными правилами народного просвещения». В Московском университете должность ректора пришла на смену должности директора. По университетскому уставу 1804 года ректор избирался из ординарных профессоров университета Советом университета путём баллотировки по большинству голосов сроком на 1 год (с 1809 — на 3 года, 1835 — на 4 года); утверждался в должности императором по представлению министра народного просвещения. С 1850 года согласно Правилам от 11.4.1849 «О порядке избрания ректоров в университеты» ректор назначался министром народного просвещения. Устав 1863 года возвратил систему избрания ректора Советом университета. По уставу 1884 года «избирался» министром народного просвещения из ординарных профессоров университета. Согласно Временным правилам 1905 года должность ректора вновь стала выборной.
Ректор председательствовал с правом решающего голоса в заседаниях Совета университета, Правления и иных университетских комиссиях, имел право председательствовать в Советах факультета, давал отчёт о хозяйственной деятельности университета сначала Совету университета, а затем Правлению. По уставу 1884 года ректор получил право надзора над преподавателями с возможностью вынесения выговора и удаления из университета (в отношении приват-доцентов), назначал дату приёмных и переводных испытаний, подписывал вместе с профессорами дипломы студентов об окончании университета.
Согласно Табеля о рангах, ректорам ВУЗов в Российской Империи присваивался по должности гражданский чин «Действительного статского советника» и наследное дворянство.

## В Африке
Бенин
В Бенине этот термин обычно используется для обозначения руководителей университетов и академических учреждений.
Маврикий
На Маврикии термин «ректор» используется для обозначения руководителя средней школы.